# Municipio de Elk Rapids
El municipio de Elk Rapids (en inglés: Elk Rapids Township) es un municipio ubicado en el condado de Antrim en el estado estadounidense de Míchigan. En el año 2010 tenía una población de 2631 habitantes y una densidad poblacional de 92,67 personas por km².

## Geografía
El municipio de Elk Rapids se encuentra ubicado en las coordenadas 44°53′44″N 85°23′56″O / 44.89556, -85.39889. Según la Oficina del Censo de los Estados Unidos, el municipio tiene una superficie total de 28.39 km², de la cual 18.34 km² corresponden a tierra firme y (35.41%) 10.05 km² es agua.

## Demografía
Según el censo de 2010, había 2631 personas residiendo en el municipio de Elk Rapids. La densidad de población era de 92,67 hab./km². De los 2631 habitantes, el municipio de Elk Rapids estaba compuesto por el 96.92% blancos, el 0.46% eran afroamericanos, el 0.76% eran amerindios, el 0.49% eran asiáticos, el 0.08% eran isleños del Pacífico, el 0.19% eran de otras razas y el 1.1% pertenecían a dos o más razas. Del total de la población el 1.75% eran hispanos o latinos de cualquier raza.